# All Through the Hall
All Through The Hall ist ein deutscher Low Budget Thriller und Independentfilm des Regisseurs Falko Jakobs aus dem Jahr 2022.

## Handlung
Ben, der seine Vergangenheit hinter sich lassen will und auf der Suche nach einem normalen Leben ist, arbeitet als Wachmann in einer Lagerhalle. Seine Vergangenheit holt ihn jedoch ein, als drei Fremde in die Lagerhalle einbrechen und somit ein Katz und Maus Spiel ums Überleben beginnt.

## Produktionsnotizen
Der Film ist eine Low-Budget-Produktion. Jakobs hat den Film mit einer Canon C70-Videokamera gedreht. Alle Beteiligten haben ohne Vergütung an dem Projekt mitgewirkt. Das Budget betrug 5000 Euro. Der Film wurde von Falko Jakobs (Skyroad Films) produziert und innerhalb von vierzehn Tagen an einem Drehort in Köln im Sommer 2021 gedreht. Diese Produktion wurde komplett unabhängig ohne Investoren durchgeführt.

## Rezeption

### Veröffentlichung
UCM.ONE vermarktet den Film weltweit im VOD Bereich. Die Veröffentlichung im Internet war am 22. März 2024.

### Kritik
Ittenbach Fans meinte, technisch gesehen sei der Film erstaunlich gut gemacht, obwohl er gerade einmal ein Budget von 5000 € habe, wie der Regisseur nach der Premiere verraten habe. Das sehe man z. B. daran, dass es im Wesentlichen nur eine Location gebe, die Lagerhalle, doch ansonsten gebe es nichts weiter zu bemängeln. Besonders die Beleuchtung in verschiedenen Farben mache optisch sehr viel her.
Die Stimmung des Films sei insgesamt eher locker als düster und es gebe auch immer wieder witzige Momente, die sich teilweise auch dadurch ergäben, dass einige Schauspieler ziemlich overacten würden. Insgesamt seien die teilweise aus TV-Produktionen bekannten Schauspieler aber okay, besonders Hauptdarsteller Adrian Linke als Ben.
Exposed Magazine meinte, diese deutsche Produktion lasse sich am besten so beschreiben, dass sie den nichtlinearen Ansatz von Nolans „Dunkirk“ mit der düsteren Bösartigkeit von Lynne Ramsays „You Were Never Really Here“ verbinde.
Der Film sei eine Kleinstbudget-Pracht. Der erste Gedanke des Rezensenten sei gewesen, „Blade Runner“ in einem Lagerhaus zu sehen, als er die Neo-Noir-Exzellenz der Beleuchtung und Kameraführung beobachtet habe.
Darren Gaskell von warped perspective meint, gelegentlich wackeln die Darbietungen und es gibt ein paar flache Stellen, die sich wie Polsterung anfühlen, um die schlanke Laufzeit auf über siebzig Minuten zu bringen, aber „All Through The Hall“ arbeitet hart daran, seinen Nervenkitzel mit einem Hauch Erfindungsreichtum zu vermitteln. Meistens gelingt es.

## Auszeichnungen
Der Film gewann neun Filmpreise und lief auf mehreren internationalen Filmfestivals.
ausgezeichnet
- Best Film beim LA Crime & Horror Film Festival 2022[9]
- Best Thriller beim UK International Film Festival BIFF 2022[10]
- Best Feature Film bei den Indie Nuts Awards Oberammergau 2022[11]
- Best Thriller bei den Oniros Film Awards, New York, 2022[7]
- Best Film Noir bei den Oniros Film Awards, New York, 2022[7]
- Silver Award: Indie Feature Film bei den London Movie Awards 2022[7]
- Gold Award Sound Design bei den Hollywood Gold Awards 2022[7]

nominiert
- Best Feature Film beim Terror in the Bay Film Festival 2022, Ontario, Kanada[12]

official selection
- Spirit of Independence Film Festival 2023, Sheffield[13]